# Диринг (Канзас)
Диринг (енгл. Dearing) град је у америчкој савезној држави Канзас.

## Демографија
По попису из 2010. године број становника је 431, што је 16 (3,9%) становника више него 2000. године.
| Група             | 2000.       | 2010.       |
| Белци             | 383 (92,3%) | 360 (83,5%) |
| Афроамериканци    | 2 (0,5%)    | 1 (0,2%)    |
| Азијати           | 1 (0,2%)    | 0 (0,0%)    |
| Хиспаноамериканци | 4 (1,0%)    | 16 (3,7%)   |
| Укупно            | 415         | 431         |